# عمق القطع
عمق القطع هو مصطلح يستخدم في تشغيل المعادن بالقطع و يمكن تعريفه بأنه : عمق الطبقة المقطوعة من سطح الجزء المشغل في كل شوط لعدة القطع، ويقاس بالمليميتر في الاتجاه العمودي بين السطح المشغل و السطح الجاري تشغيله, و يحدد عمق القطع عند الخراطة الطولية للسطوح الأسطوانية حسب المعادلة التالية:

a = (D - D1) /2

حيث:

- a: عمق القطع, مم.
- D: قطر الشغلة المراد تشغيلها, مم.

و عند تشغيل السطوح المستوية يكون عمق القطع كما يلي:

a =  h - h1

حيث:

- h: ارتفاع (سُمك) الجزء قبل التشغيل,مم.
- h1:ارتفاع (سُمك) الجزء بعد التشغيل, مم.